# Vaccinium pipolyi
Vaccinium pipolyi är en ljungväxtart som beskrevs av J.L. Luteyn. Vaccinium pipolyi ingår i Blåbärssläktet, och familjen ljungväxter. Inga underarter finns listade i Catalogue of Life.